# Concinnia brachysoma
Concinnia brachysoma — вид сцинкоподібних ящірок родини сцинкових (Scincidae). Ендемік Австралії.

## Поширення й екологія
Concinnia brachysoma широко поширені в прибережних районах та в горах Великого Вододільного хребта на сході й північному сході Квінсленду, від Коена на південь до Гейнде. Вони живуть у вологих тропічних і склерофітних лісах та в субтропічних рідколіссях, а також у відкритих мусонних лісах та в сухих рідколіссях, на висоті від 680 до 810 м над рівнем моря. Віддають перевагу кам'янистим місцевостям, вологим ярам і заростям лози, трапляються в тріщинах серед скель, під камінням та в дуплах дерев.